# Stepping Stone Pond
Der Stepping Stone Pond (englisch für Trittsteintümpel) ist ein kleiner und zugefrorener Süßwassertümpel im ostantarktischen Viktorialand. Im Wright Valley liegt er 600 m ostnordöstlich des Craig Pond in der Ebene Labyrinth.
Wissenschaftler des United States Antarctic Program, die ihn zwischen 2003 und 2004 erkundeten, gaben ihm seinen deskriptiven Namen. Namensgebend ist eine Reihe von natürlich angeordneten Trittsteinen, über die der See leicht zu überqueren ist.